# Vysoké Taury

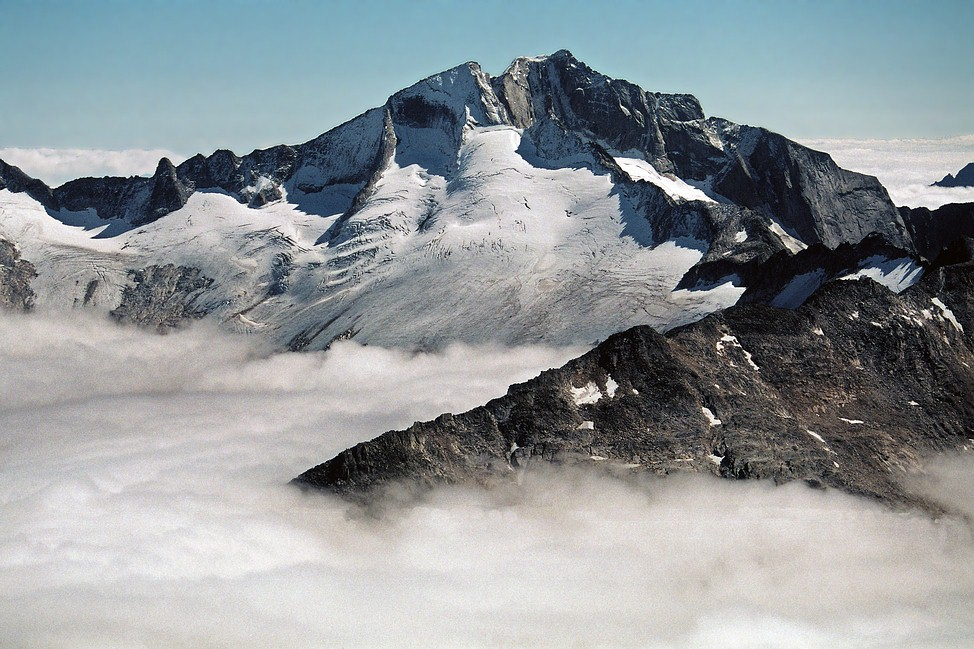
Pohled na Hochalmspitze - 3360 m n. m.

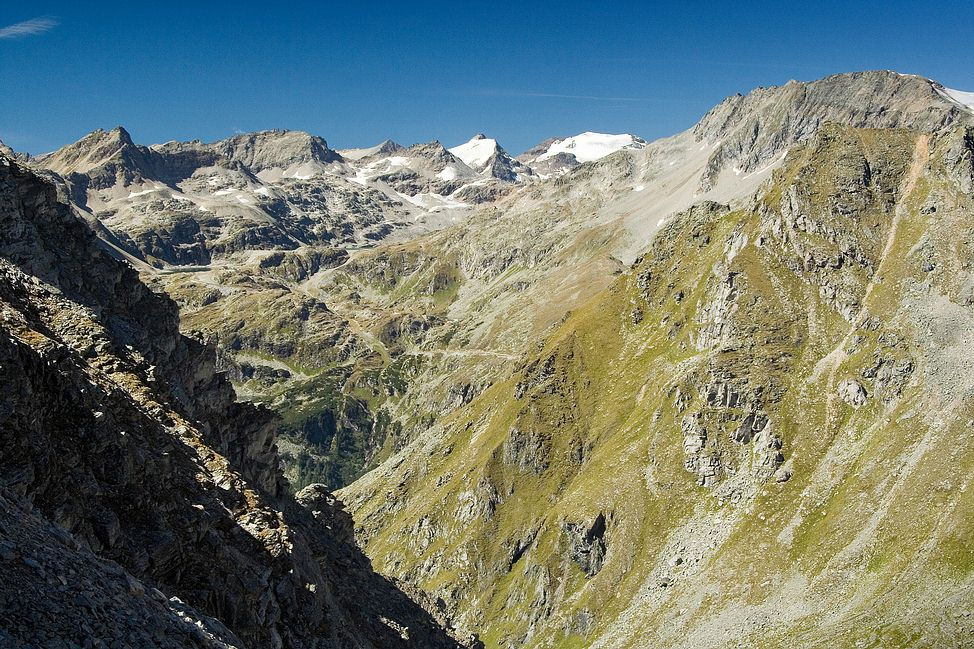
Sonnblick, Hocharn a Schareck - Goldberg gruppe

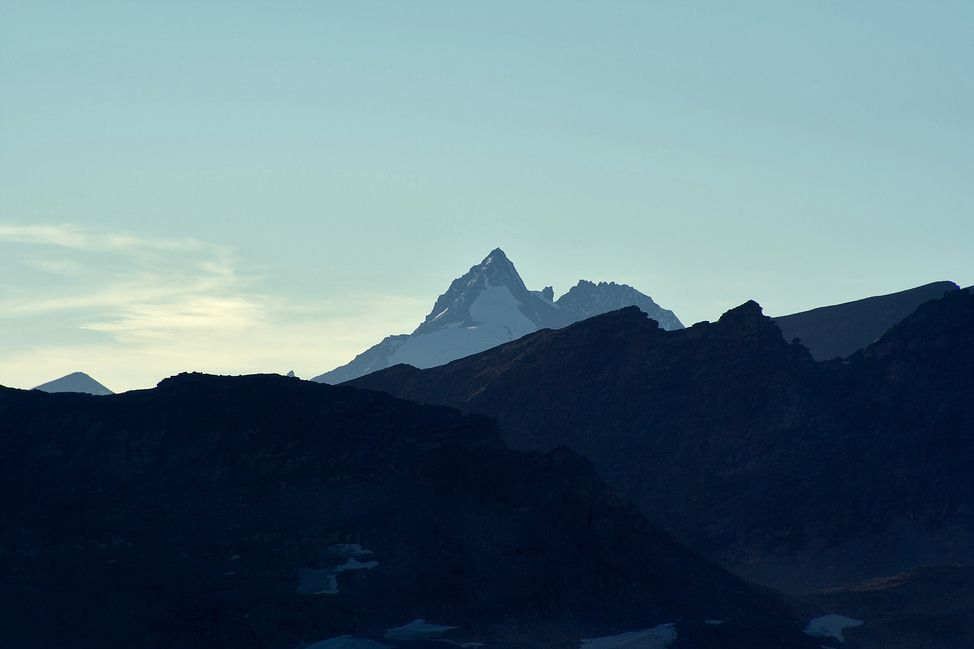
Grossglockner - 3798 m n. m.

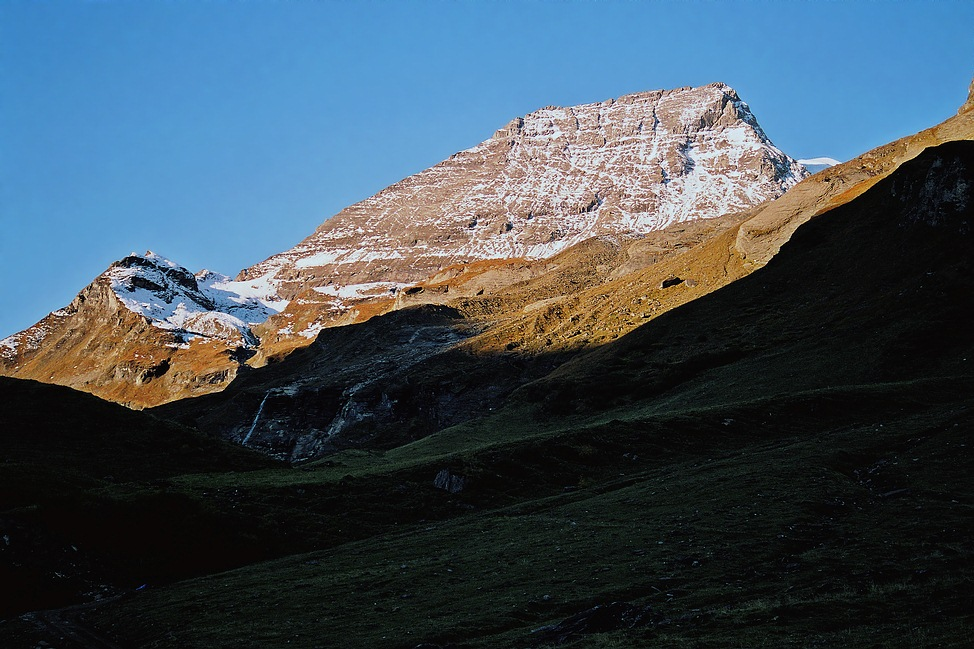
Hohe Dock - 3348 m n. m. - Glockner Gruppe

Vysoké Taury (německy Hohe Tauern) jsou nejdelší a nejmohutnější horský systém rakouské části Východních Alp. Tvoří tak jakousi páteř Rakouských Alp. Hřeben s celkovou délkou 200 km nemá v celých Východních Alpách konkurenci. Celá oblast je bohatě zaledněna. Největším ledovcem je Pasterze. S plochou 18,5 km²[zdroj?] je jedním z nejmohutnějších ledovců ve Východních Alpách. V roce 1981 bylo území o celkové rozloze 1834 km² vyhlášeno za Národní park Hohe Tauern (největší Alpský vůbec). Území parku zasahuje do několika masivů. Chráněno je tak celkem 120 vysokých vrcholů a 169 ledovců. V podskupině Hafner Gruppe, která je součástí  horské skupiny Ankogel, se nachází nejvýchodnější třítisícovka celých Alp. Je jí Mittlerer Sonnblick s výškou rovných 3000 m. Celková rozloha pohoří Vysoké Taury je 4950 km².

## Poloha a geologie
Celou severní hranici pohoří tvoří tok řeky Salzach. Východní ohraničení probíhá po ose údolí Grossarltal, Murwinkel a Katschtal. Na jihu jsou to údolí Möltall, Iseltal a Tauerntal. Na západě uzlovým sedlem Birnlücke přecházejí Vysoké Taury do Zillertálských Alp. Základním stavebním prvkem celého pohoří jsou krystalické břidlice a žula.

## Nejvýznamnější vrcholy
- Grossglockner (3 798 m)
- Grossvenediger (3 666 m)
- Grosses Wiesbachhorn (3 564 m)
- Dreiherrnspitze (3 499 m)
- Hochalmspitze (3 360 m)
- Petzeck (3 283 m)
- Hocharn (3 254 m)
- Ankogel (3 246 m)
- Hoher Sonnblick (3 106 m)

## Rozdělení pohoří
Vysoké Taury bývají obvykle děleny do devíti skupin:
Ankogel
Ankogelgruppe se rozkládá na území spolkových zemí Salcbursko a Korutany na ploše 1 350 km² a přímo navazuje na Nízké Taury. Nejvyšší vrcholem je mohutně zaledněný Hochalmspitze (3 360 m), který tvoří se sousedním Ankogelem (3 256 m) srdce masivu. Celá část Ankogel gruppe je dobře dostupná jak silnicemi (vysokohorská silnice Maltatalstrasse) tak železnicí (tunel mezi Böcksteinem a Mallnitz).
Goldberg
Goldberggruppe navazuje na předchozí celek dále na západ. Leží na území Salcburska a Korutan. Svou celkovou rozlohou 750 km² patří mezi nejmenší masivy Vysokých Taur. Nejvyšším vrcholem je Hocharn (3 254 m), ležící ve středu hřebene. Dalším významným vrcholem je Hoher Sonnblick (3 106 m), který je vyhledávanou lyžařskou destinací s lyžováním na ledovci. Na jižní straně masivu bylo vybudováno několik velkých přehradních nádrží (Weisseee, Wurtenspeicher, Zirmsee, Grosssee), které mají značný význam pro zásobování elektrickou energií.
Glockner
Glocknergruppe od předchozího horského celku odděluje vysokohorská silnice Grossglockner Hochalpenstrasse. Tato oblast leží na území spolkových zemí - Korutan, Salcburska a Východních Tyrol a to na ploše 1 200 km². Nejvyšším vrcholem této skupiny, Vysokých Taur, ale i celého Rakouska je dominantní skalně - ledový zub Grossglockner (3 798 m). Zde se také nacházejí největší a nejmohutnější ledovce a hory celého pohoří. Do nitra pohoří vede Glocknerská Alpská silnice, která končí přímo u ledovce Pasterze.
Granatspitze
Granatspitzegruppe je malá skupina ležící mezi Glockner Gruppe a Venediger Gruppe, od nichž je oddělena od prehistorie využívanými sedly Kalser Tauern (2 515 m, od Glockner Gruppe) a Felber Tauern (2 481 m, od Venediger Gruppe). Nejvyšší horou skupiny je Großer Muntanitz (3 232 m), název nese podle Granatspitze (3 086 m) ležící na hlavním hřebeni Vysokých Taur. I zde najdeme obří ledovcové plochy (Fuschnitz Kees, Fuscherkar Kees a Karling Kees).
Kreuzeck
Kreuzeckgruppe je nejnižší skupinou celých Vysokých Taur. Leží na jihovýchodě pohoří mezi řekami Moell a Dráva. Nejvyšším vrcholem je Mölltaler Polinik (2 784 m).
Rieseferner
Rieserfernergruppe leží na jihozápadě pohoří již na území Itálie. Nejvyšším vrcholem je Collalto (Hochgall) (3 436 m).
Schober
Schobergruppe se nachází na jih od nejvyššího masivu Glockneru. Je plošně nejmenší (400 km²), ale velmi rozmanitá a divoká skupina Vysokých Taur. Na tak malé ploše ční k nebi mnoho krásně formovaných štítů. Ledovce v této části Taur také najdeme, ale rozhodně nejsou tak významné jako v jiných skupinách. Nejvyšším vrcholem je Petzeck (3 283 m) ve východním hřebeni. Turisticky nejvyhledávanější je Hochschober (3 242 m).
Venediger
Venedigergruppe je druhou nejvyšší skupinou Vysokých Taur. Mohutně zaledněný masiv se vypíná do výšky 3 666 m n. m. díky své nejvyšší hoře Grossvenedigeru. Z celkové plochy 1 250 km² tvoří 90 km² ledovce. Tento horský celek se dotýká (ba je i přesahuje) hranice s Itálií. Na území Venediger Gruppe najdeme jeden z nejzajímavějších přírodních fenoménů Rakouska - vodopády Krimmler Fälle, které svou výškou takřka 400 metrů patří mezi největší v Evropě. Turistickými východisky skupiny jsou vesnice Matrei, Mittersill a Krimml.
Villgraten
Villgratengruppe leží v jižní části východního Tyrolska a zčásti zasahuje do Itálie. Patří k nejníže položeným částem Vysokých Taur, nejvyšším vrcholem je Weiße Spitze (2 963 m).